# Damian Drăghici
Damian Drăghici (n. 31 martie, 1970, București) este un artist care cântă la mai multe instrumente muzicale, compozitor, producător muzical român de etnie rromă.

## Scurtă biografie
Născut într-o familie muzicală, a început să învețe să cânte la nai la vârsta de 10 ani, după ce cântase la diferite instrumente de la vârsta de 3 ani. La 15 ani cânta și înregistra deja cu Orchestra de muzică populară Radio din București.
A fugit din România la vârsta de 18 ani prin Iugoslavia, ajungând ulterior în Grecia. După ce a cântat o vreme pe străzi și cluburi, a fost descoperit de subsidiara olandeză a firmei Sony Music, care i-a oferit șansa să înregistreze. După o audiție ce a avut loc la Atena, i-a fost oferită o bursă integrală la colegiul de muzică Berklee din Boston. La Berklee nefiind însă niciun profesor de nai cu care să poată studia, a studiat cu profesorul de saxofon George Garzone.
A locuit la Los Angeles, are 20 albume înregistrate, și a participat ca invitat pe un album care a câștigat un premiu Grammy, anume albumul Silver Solstice al formației Paul Winter Consort în 2006.
Damian Drăghici a fost senator în Parlamentul României în legislatura 2012-2016, ales în circumscripția electorală nr. 4 Bacău, din partea UNPR.

## Studii
A urmat studii în domeniul muzicii la Universitatea de Muzică din Atena Philipos Nakas (1993-1996) și la Colegiul de Muzică Berklee din Boston, SUA (1997-1999), absolvind Bachelor degree cu Magna cum laude, primul român care a absolvit această școală.

## Activitate muzicală
Între 1993 și 2019 a înregistrat peste 20 albume solo, interpretând diferite stiluri muzicale, folclor, pop instrumental, new age, world music și muzică jazz la nai. A fost artist invitat pe albumul „Winter solstice'', apărut în 2006, album premiat cu un premiu Grammy. 
A cântat alături de Joe Cocker, James Brown și Cindi Lauper, Shaggy, Zucchero,  în cadrul turneului european „Night of the Proms Tour'', desfășurat între 2004 și 2006. În mai 2011, alături de Nigel Kennedy, la concertul ''Classical meets Jazz'' din Piața Constituției din Capitală.
Din 2006 până în 2009 a derulat proiectul „Damian & Brothers'', care a îmbinat manifestările muzicale cu mesajele împotriva discriminării etnice. În cadrul proiectului, a scos pe piață două albume Magdalena și Romaniac și a ținut peste 600 de concerte.
Anii care au urmat au însemnat reinventarea sa care a culminat cu un succes fulminant pe piața muzicală românească. 
În această perioadă facă o pauză și decide să se implice o perioadă în politică, urmând ca între 2014-2019 să dețină funcția de europarlamentar.
În 2016, decide că este vremea schimbărilor și introduce printre instrumentele tradiționale lăutărești elemente de rock, cum sunt chitara electrică, basul electric, tobele de rock și ritmuri de dubstep, reggae și gypsy blues.
Astfel, ia naștere albumul „Damian & Brothers – GYPSY ROCK | Change or Die” cu care înregistrează un succes fulminant. Pe acest album apar piese interpretate de cei mai apreciați artiști români ai momentului, precum Delia, Andra, Smiley, Loredana, Dan Bittman, Ștefan Bănică, Connect-R, Lora, Cristina Bălan, Alina Eremia, Feli, Cornel Ilie (Vunk), Zdob și Zdub, Sergiu Ferat, Grasu XXL, Cabron, DOC, Dorian, Flavius Teodosiu, Theodosii Spassov, Omu’ iubit, Sore, Giulia, Jazzy Jo, Vlad Popescu, Blue Noise.
Piesa „În stație la Lizeanu” devine imediat hit și va fi una dintre cele mai ascultate și difuzate melodii din România.  
Tot în 2016 lansează albumul „The American Dream” care reunește 13 piese celebre de jazz din repertoriul unor artiști precum Charlie Parker, John Coltrane, Chick Corea sau Keith Jarrett - toate interpretate la nai. Pe acest album, Damian Drăghici cântă alături de artiști internaționali din prima linie a genului artiști ca: Chris Botti, Arturo Sandoval, Michel Camilo, Stanley Clarke, Luciana Souza, Eddie Daniels, Vinnie Coliuta, Dave Weckl, Russell Ferante, Bob Mintzer și mulți alții.
Anul 2016 înseamnă și o călătorie în Cuba, pentru a găsi legăturile dintre cultura gipsy și cea afro-cubaneză.  Urmare a acestui moment, ia naștere The Gypsy Cuban Project, un album de world music care îmbină într-un mod inedit cele două vechi culturi. 
Anul următor, în 2017, este invitatul special la concertul artistei cubaneze Omara Portuondo. A interpretat la nai, piesa intitulată „Serenata en Batanga”, în duet cu cea supranumită Edith Piaf a Cubei, deținătoare a unui premiu Grammy și cea care este cel mai bine vândut artist din Cuba.
În 2017 participă la un concert în premieră și alături de Sorin Romanescu și Maria Casandra oferă un moment de excepție pe piața muzicală. Sub titulatura NOD, cei trei artiști combină cu virtuozitate și creativitate elemente de jazz, muzică electronică și folclor autohton, într-un mix exploziv de vechi și nou.
În 2018, Damian lansează un proiect muzical deosebit: MCulture. Pe album se regăsesc 13 piese „post-manele” reinterpretate „cu un sound ce îmbină influențe dubstep, trap, jazz, dar și pop, material care adună unele dintre cele mai bune voci din România. Printre artiștii MCulture se numără Cristina Stroe, Jazzy Jo, Silviu Pașca, Cristina Popa, Skizzo Skillz, Olga Verbitchi, Alex Mladin, Nora Deneș, Eddy Santha, dar și Ilinca Băcilă, câștigătoarea Eurovision România din 2017.
În 2018, are loc un recital de excepție Damian Drăghici & The Brothers „Maria lui Brancuși” la Gala România Centenar din cadrul Festivalului Cerbul de Aur 2018, desfășurat în Piața Sfatului din orașul Brașov, România.

## Premii și distincții
- A fost artist invitat pe albumul Winter solstice, apărut în 2006.
- În 2007, a fost ambasadorul României al Anului European al Egalității de Șanse pentru Toți, poziție deținută și în Anul European al Dialogului Intercultural (2008), ambele în cadrul Comisiei Europene. În 2011 a fost ambasadorul din partea României al Anului Voluntarilor Tineri.
- Din iunie 2012, este consilier onorific al primului-ministru pe problemele comunității rome.
- În noiembrie 2012, ambasadorul Franței la București, Philippe Gustin i-a acordat distincția Ordinul Artelor și Literelor în grad de Cavaler.
- În 2017 primește discul de aur pentru albumul „Gipsy Rock-Change or Die”.

## Discografie[10][11]

### Albume
- Panflute Fantastique, Studio 88, 1993
- Damian & The London Philharmonic Orchestra Play The Music Of Andrew Lloyd Webber, Movieplay Music, 1997
- Damian, Not On Label, 1997
- Romania Gypsy Panflute Virtuoso, Lyrichord, 1999
- In Concert From Bucharest,Naimad Entertainement, 2002
- Oneness, Damian With The London Symphony Orchestra, Bashalde Records, 2004
- Damian's Fire, Emi, 2004
- Don't Look Back, Not On Label, 2006
- Keeping The Fire Alive, Damian's Brothers, Filarmonika Romanes, Concert Masters, 2007
- The American Dream, Century Jazz Records, 2016
- Gypsy Rock - Change Or Die, Universal Music România, 2016
- Meditații lăutărești, We are Family Records, 2023

### Compilații
- RoManiac, Damian Brothers/Brigada Retro Mishto, Roton, 2009
- Best Of, Damian Brothers, Gazeta Sporturilor, 2010